# Arturo Puga
Arturo Puga Osorio (Santiago del Cile, 1879 – Santiago del Cile, 28 aprile 1944) è stato un militare e politico cileno.
Fu generale d'artiglieria. Dopo il colpo di Stato militare del 1932, guidato insieme al colonnello dell'aeronautica Marmaduque Grove, insediò una Giunta militare, rovesciò il presidente Juan Esteban Montero il 4 giugno 1932 e presiedette fino al 16 giugno la Giunta di governo che proclamò la Repubblica socialista del Cile.